# Nizka nemščina
Nizka nemščina (nizkonemško Plattdüütsch, visokonemško Plattdeutsch, Niederdeutsch) je izraz za vsa nemška narečja, ki v nasprotju z visoko nemščino niso doživela t. i. premika soglasnikov (hochdeutsche Lautverschiebung). Kot nizozemščina, angleščina in skandinavski jeziki so ohranila stare germanske soglasnike (npr. dat - das [to], ik - ich [jaz], op - auf [na]). Za razlikovanje od dolnjefrankovskih narečij, ki spadajo k nizozemščini, se tudi uporablja pojem nizka saščina ali spodnja saščina.
Nizka saščina je bila trgovski ter uradni jezik hanse in je močno vplivala na knjižne jezike Danske in Švedske. Šele v 17. stoletju jo je z razširitvijo Luthrovega prevoda Svetega pisma po celi Nemčiji izpodrinila visoka nemščina kot uradni jezik v severni Nemčiji. Danes jo uporabljajo le še kot pogovorni jezik.